# Yadkinville
Yadkinville é uma cidade  localizada no estado norte-americano de Carolina do Norte, no Condado de Yadkin.

## Demografia
Segundo o censo norte-americano de 2000, a sua população era de 2818 habitantes.
Em 2006, foi estimada uma população de 2893, um aumento de 75 (2.7%).

## Geografia
De acordo com o United States Census Bureau tem uma área de 7,1 km², dos quais 7,1 km² cobertos por terra e 0,0 km² cobertos por água. Yadkinville localiza-se a aproximadamente 335 m acima do nível do mar.

## Localidades na vizinhança
O diagrama seguinte representa as localidades num raio de 24 km ao redor de Yadkinville.